# 亨利氏伊立基藤
亨利氏伊立基藤（学名：Erycibe henryi），又名台湾丁公藤，为旋花科丁公藤属的植物。分布于日本、台湾等地，生长于海拔200米的地区，常生长在林内，目前尚未由人工引种栽培。